# Новоукраїнське (Гулькевицький район)
Новоукраїнське — село в Гулькевицькому районі Краснодарського краю. Центр Новоукраїнського сільського поселення.
Населення — 5 852 мешканців (2002).
Село розташовано на лівому березі річки Кубань, за 14 км на північний захід від райцентру міста Гулькевичі й за 6 км на південний захід від Кропоткіна.